# Zlatá medaile AIA

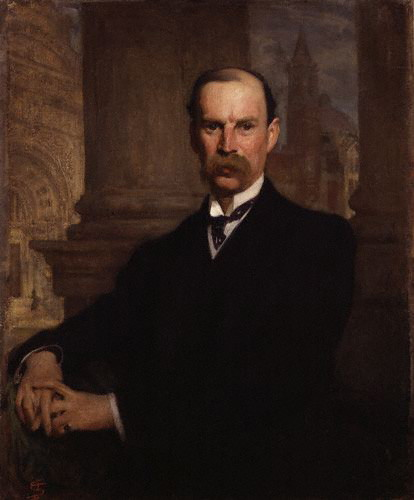
Sir Aston Webb byl v roce 1907 prvním držitelem Zlaté medaile AIA

Zlatá medaile AIA (anglicky AIA Gold Medal) je ocenění, které uděluje American Institute of Architects a řídí se sborem ředitelů AIA, který tuto cenu uděluje významné práci s trvalým dopadem na teorii a praxi v architektuře. Je to nejvyšší cena, kterou tento institut uděluje. V posledních letech toto ocenění zastiňuje populárnější Pritzkerova cena.

## Držitelé
| - 2024: David Lake a Ted Flato (USA) - 2023: Carol Ross Barney (USA) - 2022: Angela Brooks a Lawrence Scarpa (USA) - 2021: Edward Mazria (USA) - 2020: Marlon Blackwell (USA) - 2019: Richard Rogers (UK) - 2018: James Stewart Polshek (USA) - 2017: Paul Revere Williams (posmrtně) (USA) - 2016: Robert Venturi a Denise Scott Brown (USA) - 2015: Moshe Safdie (USA, Izrael, Kanada) - 2014: Julia Morgan (posmrtně) (USA) - 2013: Thom Mayne (USA) - 2012: Steven Holl (USA) - 2011: Fumihiko Maki (Japonsko) - 2010: Peter Q Bohlin (USA) - 2009: Glenn Murcutt (Austrálie) - 2008: Renzo Piano (Itálie) - 2007: Edward Larrabee Barnes (posmrtně) (USA) - 2006: Antoine Predock (USA) - 2005: Santiago Calatrava (Španělsko) - 2004: Samuel Mockbee (posmrtně) (USA) - 2003: (neudělovala se) - 2002: Tadao Andó (Japonsko) - 2001: Michael Graves (USA) - 2000: Ricardo Legorreta (Mexiko) - 1999: Frank Gehry (Kanada) - 1998: (neudělovala se) - 1997: Richard Meier (USA) - 1996: (neudělovala se) - 1995: César Pelli (Argentina) - 1994: Sir Norman Foster (UK) | - 1993: Thomas Jefferson (posmrtně) (USA) - 1993: Kevin Roche (USA) - 1992: Benjamin C. Thompson (USA) - 1991: Charles Willard Moore (USA) - 1990: E. Fay Jones (USA) - 1989: Joseph Esherick (USA) - 1988: (neudělovala se) - 1987: (neudělovala se) - 1986: Arthur Charles Erickson (Kanada) - 1985: William Wayne Caudill (posmrtně) (USA) - 1984: (neudělovala se) - 1983: Nathaniel Alexander Owings (USA) - 1982: Romaldo Giurgola (USA) - 1981: Josep Lluís Sert (Španělsko) - 1980: (neudělovala se) - 1979: Ieoh Ming Pei (USA) - 1978: Philip Cortelyou Johnson (USA) - 1977: Richard Neutra (posmrtně) (Rakousko) - 1976: (neudělovala se) - 1975: (neudělovala se) - 1974: (neudělovala se) - 1973: (neudělovala se) - 1972: Pietro Belluschi (USA) - 1971: Louis I. Kahn (USA) - 1970: Buckminster Fuller (USA) - 1969: William Wilson Wurster (USA) - 1968: Marcel Lajos Breuer (Německo) - 1967: Wallace Kirkman Harrison (USA) - 1966: Kenzo Tange (Japonsko) - 1965: (neudělovala se) - 1964: Pier Luigi Nervi (Itálie) | - 1963: Alvar Aalto (Finsko) - 1962: Eero Saarinen (posmrtně) (Finsko / USA) - 1961: Le Corbusier (Švýcarsko) - 1960: Ludwig Mies van der Rohe (Německo) - 1959: Walter Adolph Gropius (Německo) - 1958: John Wellborn Root (USA) - 1957: Ralph Walker (USA) - 1957: Louis Skidmore (USA) - 1956: Clarence S. Stein (USA) - 1955: William Marinus Dudok (Nizozemsko) - 1954: (neudělovala se) - 1953: William Adams Delano (USA) - 1952: Auguste Perret (Francie) - 1951: Bernard Ralph Maybeck (USA) - 1950: Sir Patrick Abercrombie (Spojené království) - 1949: Frank Lloyd Wright (USA) - 1948: Charles Donagh Maginnis - 1947: Eliel Saarinen - 1944: Louis Henri Sullivan (USA) - 1938: Paul Philippe Cret - 1933: Ragnar Ostberg - 1929: Milton Bennett Medary - 1927: Howard Van Doren Shaw (USA) - 1925: Sir Edwin Landseer Lutyens - 1925: Bertram Grosvenor Goodhue (USA) - 1923: Henry Bacon (USA) - 1922: Victor Laloux (Francie) - 1920: Egerton Swartwout (USA) - 1914: Jean Louis Pascal (Francie) - 1911: George Browne Post (USA) - 1909: Charles Follen McKim (posmrtně) (USA) - 1907: Sir Aston Webb (Spojené království) |